# Ковалёва, Ирина Андреевна
Ирина Андреевна Ковалёва (род. 9 октября 1992 года, Санкт-Петербург) — российская сноубордистка, выступавшая в Сноуборд-кроссе. Мастер спорта России. Серебряный призёр чемпионата России по сноуборду 2010 года. Участница двух чемпионатов мира в составе сборной команды России по сноуборду.
Выступала за ФСО «Юность Москвы» (СДЮШОР «Буревестник»).
На XXVI Всемирной зимней Универсиаде 2013 в Турине стала 9-й в сноуборд-кроссе.
Из-за череды травм в конце 2013 года в возрасте 21 года Ирина завершила свою спортивную карьеру.